# Contea di Yengisar
La contea di Yengisar (uiguro: يېڭىسار ناھىيىسى, cinese semplificato: 英吉沙县, pinyin: Yīngjíshā Xiàn) è una contea dello Xinjiang, in Cina nord-occidentale. Si trova sotto l'amministrazione della prefettura di Kashgar. Copre un'area di 3373 km2. Secondo il censimento del 2002, ospita una popolazione di 230 000 persone.
Il capoluogo della contea è l'omonima città di Yengisar, la quale è famosa per la produzione di coltelli.

## Natura
La città di Yengisar dà il nome ad una specie di lucertola, il geco Yangihissar gecko (Cyrtopodion elongatus), che abita la Cina orientale.